# Proletarski (Mostovskoi)
|  | Per a altres significats, vegeu «Proletarski». |

Proletarski - Пролетарский (rus) és un khútor del krai de Krasnodar, a Rússia. Es troba a la vora esquerra del Gubs, afluent del Khodz, que és tributari del Labà, de la conca hidrogràfica del riu Kuban. És a 7 km al sud-oest de Mostovskoi i a 154 km al sud-est de Krasnodar.
Pertany al possiólok de Mostovskoi.